# NTFS-3G
NTFS-3G est un pilote NTFS libre pour AmigaOS 4.1, Linux, Mac OS X, FreeBSD, NetBSD, BeOS, Haiku et MorphOS. Il permet d'accéder aux fichiers contenus dans les disques durs d'ordinateurs sous la série des Windows NT (les plus anciens ne supportant que FAT32) à partir d'un autre système d'exploitation.
Il est plus avancé que le pilote inclus dans le noyau Linux, car il supporte la lecture, l'écriture, les attributs de compression (depuis la version ntfs-3g-2010.8.8), les Access Control Lists et les permissions. Il ne supporte pas encore les attributs de chiffrement. NTFS-3G supporte partiellement les journaux NTFS, cependant il peut arriver que l'ordinateur plante, ou n'arrive plus à gérer correctement la journalisation, le seul moyen de résoudre ce problème étant alors d'utiliser Windows pour laisser NTFS réparer le journal.
Les systèmes de fichiers NTFS peuvent alors s'utiliser exactement comme leurs équivalents en ext2 sous GNU/Linux (pas ext3, la journalisation n'étant pas supportée), et HFS sous Mac OS X.
Le système de fichiers NTFS est monté par l'intermédiaire du logiciel FUSE (Système de fichiers en espace utilisateur).

## Restrictions résiduelles
- Pas de support de journalisation; en conséquence, si le système de fichiers n'avait pas été fermé correctement, il ne pourra être rouvert qu'en lecture seule.
- Permissions statiques, et allouées au montage sur la version de base (une nouvelle version en cours de finalisation permet de les modifier au vol).
- Ces permissions sont, sur la version de base, les mêmes pour tous les fichiers.

## Aspects technique, juridique et d'image
L'usage de systèmes de fichiers NTFS en écriture ne pose techniquement pas de problème, mais se trouve dans un vide juridique : en effet, la gestion et le traitement des noms longs en NTFS sont couverts pour quelques années encore par un brevet Microsoft. Si la lecture de ces fichiers est difficilement attaquable devant les tribunaux, pour des raisons d'interopérabilité (le brevet n'est pas utilisé pour créer des fichiers, mais pour exploiter des fichiers déjà créées légalement), la décision d'une cour de justice en cas de plainte de Microsoft pour usage en écriture est inconnue, et pourrait d'ailleurs ne pas être identique dans tous les pays. 
Une telle plainte risquerait cependant aussi d'altérer l'image de Microsoft, raison peut-être pour laquelle un statu quo semble observé de la part de cet éditeur.